# Institutet för social forskning
Ej att förväxla med Institutet för socialforskning (IfS) i Frankfurt, Tyskland.
Institutet för social forskning (SOFI), är ett forskningsinstitut vid Stockholms universitet som forskar inom sociala frågor och arbetsmarknadsfrågor. SOFI grundades 1 januari 1972 som en självständig myndighet genom att Institutet för arbetsmarknadsfrågor ombildades. SOFI uppgick i Stockholms universitet 1 juli 1981 men har behållit sitt namn. Professurerna inom SOFI faller inom universitetsämnena sociologi och nationalekonomi.

## Föreståndare
Föreståndare för SOFI under perioden som självständig myndighet var:
- 1972: Bo Södersten
- 1973: Sten Johansson
- 1974–1979: Gösta Rehn
- 1979–1981: Walter Korpi